# Herzogin Cecilie
SV Herzogin Cecilie – dwudziestowieczny żaglowiec, czteromasztowy stalowy bark, nazwany tak ku czci księżniczki Cecylii Meklemburskiej (1886–1954). Był jednym z najbardziej znanych windjammerów.

## Historia
Żaglowiec zwodowano w 1902 w Bremerhaven jako stalowy, 4-masztowy bark, 6-rejowiec, długości 102 m, wysokości ponad 60 m, 3242 BRT (3111 BRT w 1935 r.). Był jednym z ostatnich żaglowców, które pływały jako statki handlowe. Zatonął w 1936.
Statek określany był jako legendarny. Jego rekord prędkości na jednogodzinnym odcinku to 20,75 węzła – tylko o ćwierć węzła mniej od absolutnego rekordu amerykańskiego klipra „James Baines” z 1856 r. Był również jednym z najszybszych żaglowców świata w przejściach dobowych i całkowitych przejściach trasy – głównie z powodu monumentalnego ożaglowania (4180 m²/4400 m²), bardzo solidnej konstrukcji oraz szczególnie dużej dzielności morskiej potwierdzonej w wielu sztormach w pasie ryczących czterdziestek i wyjących pięćdziesiątek – aż do granicy lodów.

### Rejsy
„Herzogin Cecilie” zwodowano jako statek towarowo-szkolny dla kompanii Norddeutscher Lloyd. I wojnę światową przezimował w Chile, by w ramach odszkodowań wojennych trafić do Francji, gdzie wystawiony został na sprzedaż. Kupiony w 1921, był nieoficjalnym statkiem flagowym w ostatniej handlowej flocie żaglowcowej świata – szwedzkiej flocie Gustafa Eriksona z Wysp Alandzkich (nominalnie bandera fińska), który często za bezcen wykupywał żaglowce wychodzące już z użycia i animował jeszcze zapotrzebowanie na tego rodzaju środek transportu, łącząc cele zarobkowe ze szkoleniowymi. Statki te oprócz żeglugi po Bałtyku i Morzu Północnym obsługiwały regularnie australijską linię zbożową trasą dookoła kuli ziemskiej z Europy, wokół Afryki, a z powrotem z opłynięciem Hornu. Statki te były intensywnie eksploatowane, praca na nich była ciężka, miały niezbyt liczne i bardzo młode załogi, składające się z ludzi, którzy pływali na nich za bezcen w celu wypływania odpowiedniej ilości godzin w ramach zdobywania stopni oficerskich. Nie zmienia to faktu, że wielu załogantów celowo wybierało tę pracę, nie chcąc, lub nie potrafiąc przejść z żaglowców na dominujące już wtedy parowce. Pomimo starannej opieki była to flota bardzo wysłużona i skończyła swój żywot częściowo w awariach i sztormach, a część pochłonęła II wojna światowa. Dwa ostatnie na świecie zarobkowe rejsy żaglowców miały miejsce w 1950 r. Do dziś przetrwały jako muzea trzy żaglowce z tej floty.

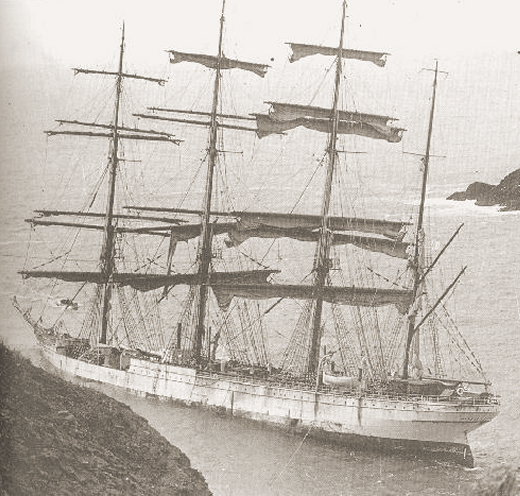
„Herzogin Cecilie” na skałach
w pobliżu Devon, 1936

„Księżniczka” oprócz tego, że była żaglowcem udanym i bezpiecznym, była także jednostką mającą duże szczęście, wychodząc bez opresji z wielu ciężkich sztormów. Statek ten przeżył wielu swoich rówieśników. Będąc wciąż w dobrej kondycji, zakończył przedwcześnie swój żywot w 1936, w powrotnej drodze z Australii, w wyniku błędu nawigacyjnego (25 kwietnia o 03:45 UTC) we mgle na skałach w pobliżu Devon w Wielkiej Brytanii w miejscu, gdzie na przestrzeni wieków zatonęło także wiele innych statków. Z uszkodzonym dnem, odholowany do niedalekiej zatoki i osadzony na płyciźnie, był jeszcze ratowany przez część załogi i grupy ochotników z brzegu, wśród których znaleźli się nawet byli załoganci „Herzogin Cecilie”. Była możliwość dokowania w Plymouth, ale bezbronny statek został praktycznie zniszczony w wyniku kolejnego silnego sztormu. Leży w tej chwili płytko pod powierzchnią wody.